# تک‌کوه

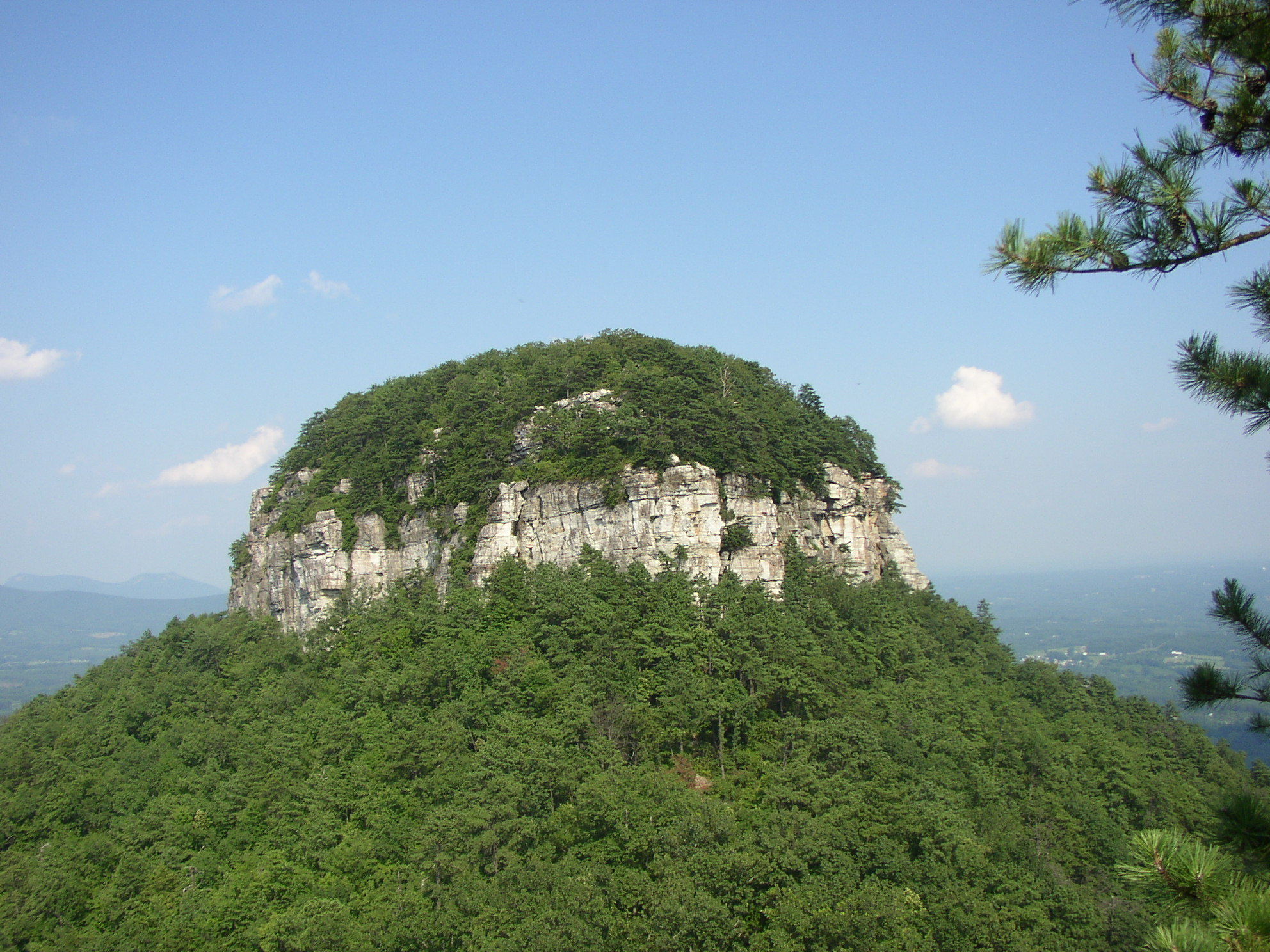
کوه پیلوت در کارولینای شمالی

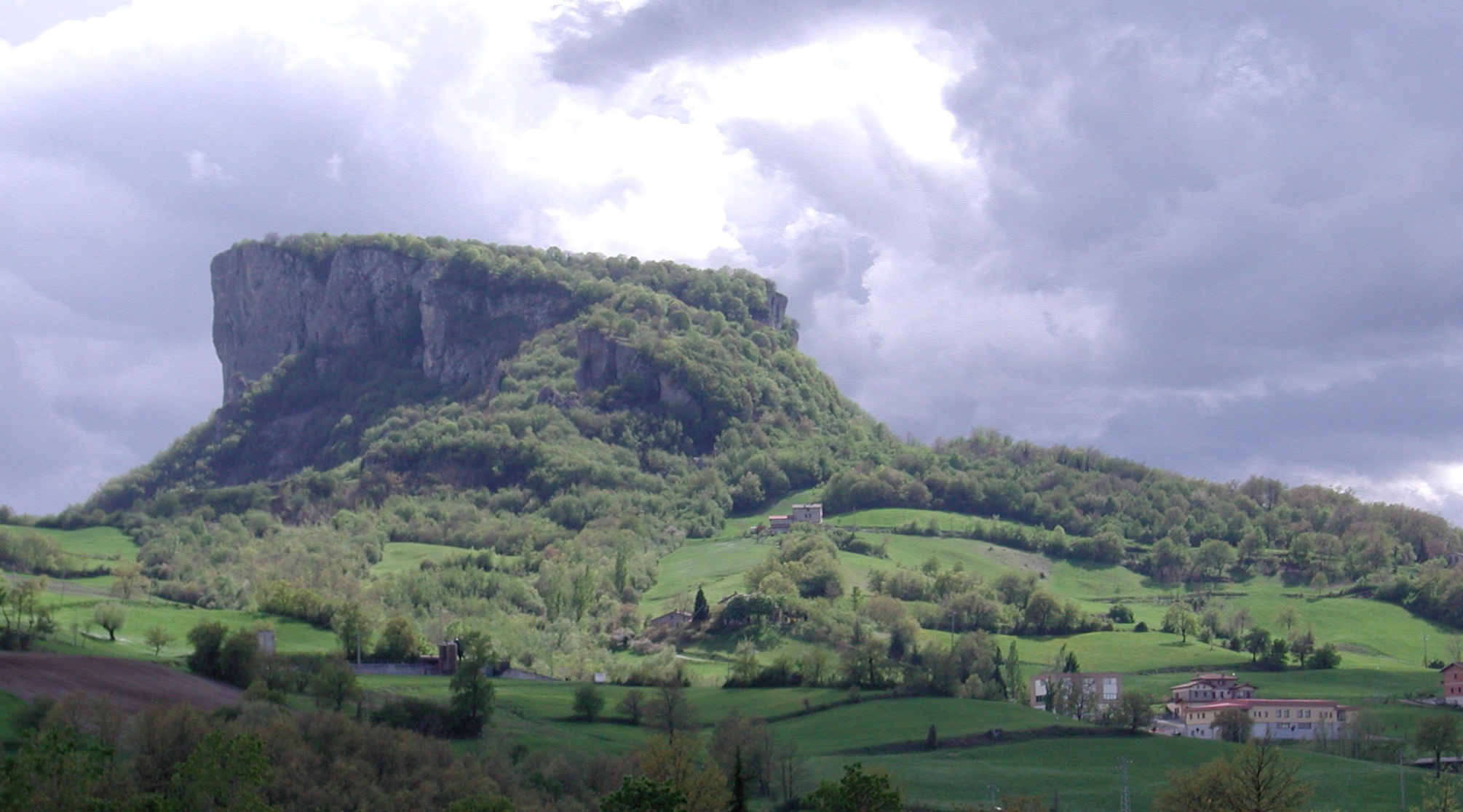
یک تک‌کوه در ایتالیا

در علوم زمین، به توده سنگی یا کوه صخره‌ای منفردی که نسبت به زمین‌های پیرامون خود برجسته‌تر باشد تک‌کوه (به انگلیسی: inselberg) یا مونادناک (monadnock) می‌گویند. این‌گونه عوارض معمولاً به دلیل مقاومت جنس بخشی از زمین در برابر فرسایش پدید می‌آیند. به عبارتی دیگر، تک‌کوه‌ها عارضه‌هایی سخت هستند در سطح شبه‌جلگه‌ها که از بقایای ارتفاعات قبلی به‌وجود آمده‌اند.
این برجستگی‌ها گاه در مناطق حاره‌ای که دستخوش فرسایش بسیار هستند دیده می‌شوند و دارای دامنه‌های تند هستند.